# Nombre semi-parfait primitif
En arithmétique, un nombre semi-parfait primitif (aussi appelé un nombre pseudoparfait primitif, nombre semi-parfait irréductible ou nombre pseudoparfait irréductible) est un nombre semi-parfait dont aucun diviseur strict n'est semi-parfait.
Les dix premiers nombres semi-parfaits primitifs sont 6, 20, 28, 88, 104, 272, 304, 350, 368 et 464 (suite A006036 de l'OEIS).
Il existe une infinité de nombres semi-parfaits primitifs impairs (le plus petit étant 945), ainsi qu'une infinité de nombres semi-parfaits primitifs qui ne sont pas à moyenne harmonique entière.